# For Honor
For Honor – komputerowa gra akcji z widokiem trzecioosobowym stworzona przez studio Ubisoft Montreal i wydana przez Ubisoft w 2017 roku na platformę PC, Xbox One oraz PlayStation 4.

## Fabuła
Akcja gry toczy się w alternatywnym, pseudośredniowiecznym świecie. Głównym wątkiem jest walka trzech frakcji: The Chosen (japońscy samuraje), The Legions (europejscy rycerze), The Warborn (wikingowie).

## Rozgrywka
Gra oferuje sześć trybów rozgrywki, w ich skład wchodzą pojedynki 1 na 1, 2 na 2 oraz tak zwany tryb Dominion. Każda frakcja posiada dwunastu grywalnych bohaterów, ale w jednym meczu gracz może wybrać i kontrolować tylko czterech z nich. Są to potężni wojownicy, którzy władają o wiele większą mocą niż ci, którymi kieruje sztuczna inteligencja. Od nich zależą losy bitwy i robią wszystko, by przeciągnąć szalę zwycięstwa na swoją stronę. Gra nie skupia się na czystej akcji, wymaga również strategicznego myślenia. Istotną rolę odgrywają starcia z użyciem broni białej.
Twórcy gry starali się jak najwierniej oddać styl walki samurajów, rycerzy i wikingów. Na potrzeby produkcji stworzyli mechanikę o nazwie Art of Battle, która udostępnia graczom wiele opcji podczas walki, na przykład możliwość blokowania ataków zależnie od ich kierunków.
Gra pozwala na wzbogacenie postaci o kilka dodatkowych zestawów umiejętności, które w zestawieniu z niezmiennymi cechami poszczególnych bohaterów zmieniają jej możliwości.
Oprócz typowej rozgrywki wieloosobowej, For Honor oferuje kampanię fabularną, będącą formą wprowadzenia do świata gry. Jest to szereg odrębnych misji, podczas których gracz poznaje bohaterów trzech podstawowych frakcji. Kampania fabularna wzbogacona jest o różne cele i motywy, których nie można znaleźć w trybie wieloosobowym.